# Koelreuteria
Koelreuteria és un gènere de plantes amb flors dins la família Sapindaceae, és natiu del sud i est d'Àsia.
Rep el nom en honor de Joseph Gottlieb Kölreuter.
Són arbres caducifolis de mida mitjana que fan de 10 a 20 m d'alt amb les fulles disposades en espiral i pinnades o bipinnades. Les flors són petites i grogues agrupades en grosses panícules. Els fruits són càpsules amb llavors dures.

## Usos
Koelreuteria es fan servir en jardineria però en alguns llocs, com Amèrica del nord, són plantes invasores.